# مايك إليوت
مايك إليوت (بالإنجليزية: Michael John Elliott)‏ هو باحث وسياسي أسترالي، ولد في 29 أغسطس 1952. حزبياً، نشط في الديمقراطيون الأستراليون وحزب أستراليا الليبرالي (فرع جنوب أستراليا) ‏ ( – 1976). وقد انتخب مندوب المؤتمر الدستوري الأسترالي 1998 عن دائرة جنوب أستراليا وقد انضم خلال فترته النيابية (2 فبراير 1998 – 13 فبراير 1998)  للكتلة البرلمانية Government of South Australia ‏ وانتخب عضو مجلس جنوب أستراليا التشريعي وقد انضم خلال فترته النيابية (10 فبراير 1994 – 10 ديسمبر 2002)  للكتلة البرلمانية الديمقراطيون الأستراليون وانتخب عضو مجلس جنوب أستراليا التشريعي وقد انضم خلال فترته النيابية (7 ديسمبر 1985 – 18 نوفمبر 1993)  للكتلة البرلمانية الديمقراطيون الأستراليون.